# Poroschia (gmina)
Poroschia – gmina w Rumunii, w okręgu Teleorman. Obejmuje miejscowości Calomfirești i Poroschia. W 2011 roku liczyła 4166 mieszkańców. 